# Neoneuromus maclachlani
Neoneuromus maclachlani is een insect uit de familie Corydalidae, die tot de orde grootvleugeligen (Megaloptera) behoort. De soort komt voor in het zuidoosten van China. De typelocatie is de berg Emei Shan. Het holotype van de soort wordt bewaard in het Museum für Naturkunde in Berlijn.